# Kitakata
Kitakata (喜多方市, Kitakata-shi) és una ciutat de la prefectura de Fukushima, al Japó.
El 2015 tenia una població estimada de 49.180 habitants i una densitat de població de 88 habitants per km². Té una àrea total de 554,67 km².

## Geografia
Kitakata està situada a l'extrem nord de la regió d'Aizu de la prefectura de Fukushima, fent frontera amb la prefectura de Yamagata pel nord.

### Municipalitats veïnes
- Aizuwakamatsu
- Nishiaizu
- Kitashiobara
- Bandai
- Aizubange
- Yugawa
- Yonezawa
- Iide,
- Oguni
- Shibata
- Aga

## Història
L'àrea de l'actual Kitakata fou part de l'antiga província de Mutsu, i fou propietat del domini d'Aizu durant el període Edo. Després de la restauració Meiji, l'àrea fou organitzada com a part del districte de Yama, i Kitakata fou establerta com a poble el 1875.
Kitakata esdevingué ciutat el 31 de març de 1954. El 4 de gener de 2006 els pobles de Shiokawa i Yamato i les viles d'Atsushiokanō i Takasato (tots del districte de Yama) foren annexats a Kitakata.

## Agermanament
- Wilsonville, Oregon, EUA